# Карич, Ана
Ана Карич (хорв. Ana Karić; 13 мая 1941 — 9 октября 2014) — югославская и хорватская актриса телевидения, кино и театра.

## Биография
Родилась 13 мая 1941 года в посёлке Перушич. Её отец был реставратором музея искусств. Ходила в среднюю школу в Загребе. Затем поступила в Загребскую Академию драматического искусства, которую окончила в 1963 году.
Она начала сниматься в начале 1960-х годов, еще до окончания Академии драматического искусства. Её дебютными фильмами стали вышедшие в 1961 году «Carevo novo ruho» («Новое платье короля») и «Pustolov pred vratima» («Авантюрист у дверей»). Хотя в первую очередь Ана Карич была известна как телевизионная актриса, она также появилась в многочисленных кино- и театральных постановках. Некоторое время работала в театре «Комедия». 
Карич снялась в ряде известных хорватских фильмов у таких режиссёров как Анте Бабая, Никола Танхофер, Звонимир Беркович, и Крсто Папич. За свою карьеру исполнила 49 ролей в фильмах и 12 — на телевидении. Играла роли красивых, благородных и чувственных женщин.
Получила Хорватскую театральную премию 2004/2005 года за театральную радиопостановку. В 2010 году она получила премию Фабияна Шоваговича за вклад в хорватский кинематограф. Она завоевала «Золотую Арену лучшей актрисе» на кинофестивале в Пуле в 2012 году за главную роль в фильме «Noćni brodovi», романтической драме режиссёра Игоря Мирковича.
Скончалась 9 октября 2014 года в Загребе — в один день с известным хорватским актёром Борисом Бузанчичем, с которым она вместе работала и дружила. Похоронена 14 октября на загребском кладбище Мирогой.